# Zinasco
Zinasco – miejscowość i gmina we Włoszech, w regionie Lombardia, w prowincji Pawia.
Według danych na rok 2004 gminę zamieszkiwało 2935 osób, 101,2 os./km².